# Namibisch escarpment

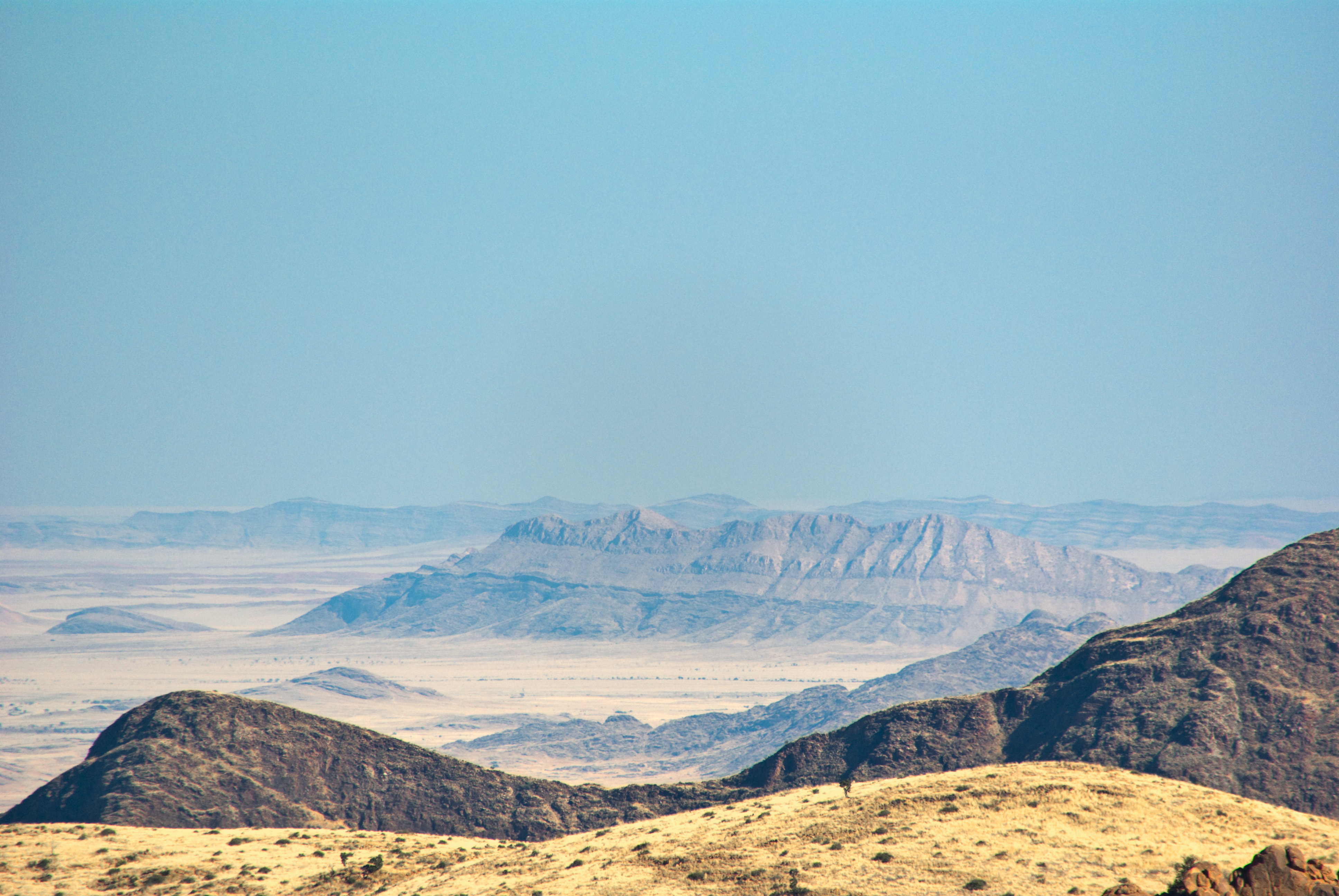
Het Namibisch Escarpment vanuit Spreetshoogte Pass

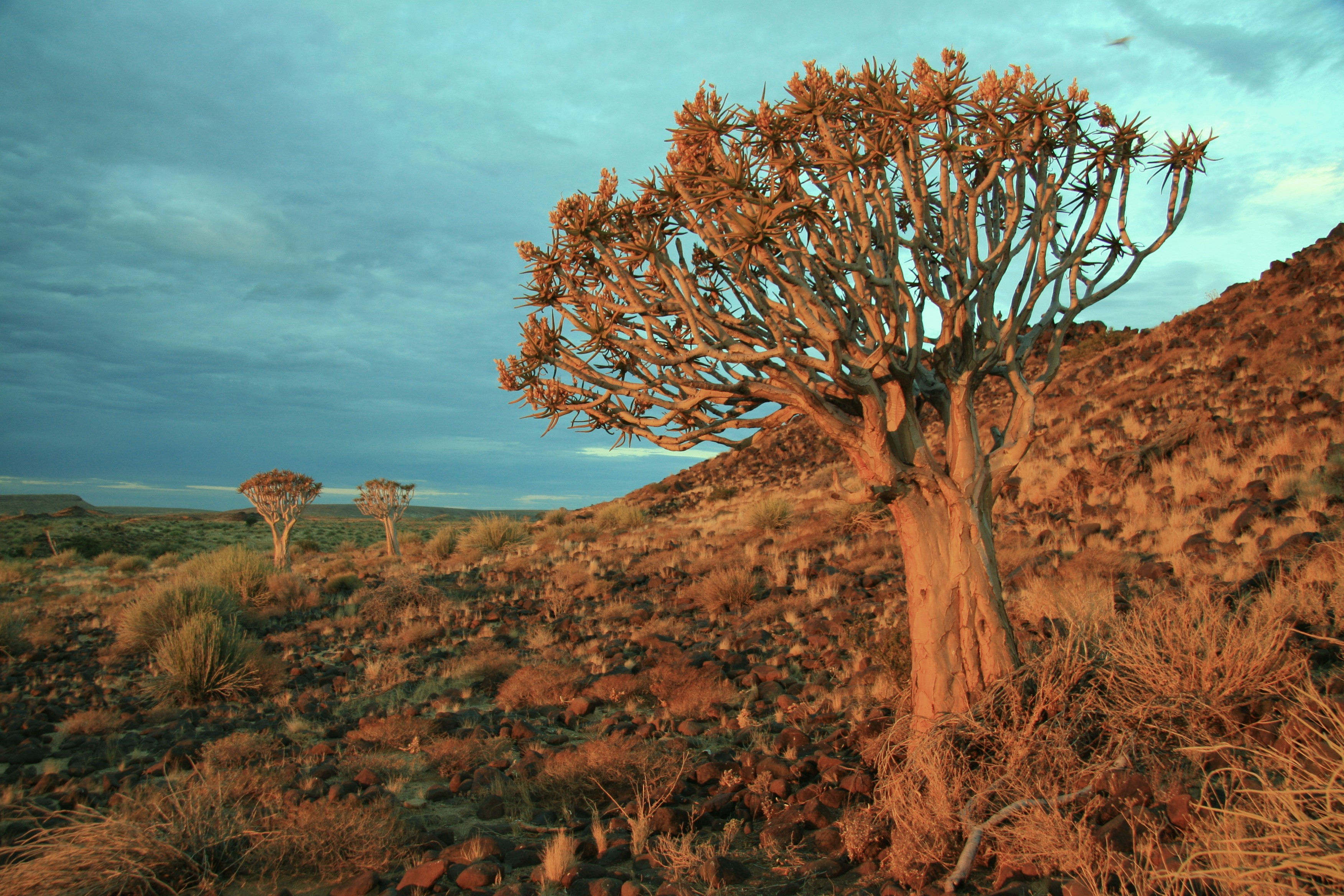
Kokerbomen

Het Namibisch Escarpment is het Namibische deel van het Great Escarpment (Afrikaans: Groot Randkant, Duits: Große Randstufe), een grote cuesta of plateaurand die de binnenlanden van heel zuidelijk Afrika afgrenst.  In Namibië vormt het de rand van de Namibwoestijn en de Kaokoveldwoestijn.  In Zuid-Afrika is het Great Escarpment in het Nederlands beter bekend als de Drakensbergen. 

## Locatie
Het Great Escarpment is smal in het noordelijkste deel, nog in Angola, en wordt breder in zuidelijke richting. Het strekt zich uit van nabij Sumba in westelijk Angola tot aan het Karasgebergte in het zuiden van Namibië. De cuesta is een overgangszone tussen de laaggelegen woestijn en het centrale Namibisch Hoogland. Het Great Escarpment omvat verschillende gebergten, van Noord naar Zuid de Hartmannbergen, Joubertbergen, Rantbergen, Naukluftbergen, Tsarisbergen, Schwarzrand,  Tirasbergen en Karasbergen.  De Brandberg is met 2.038 meter de hoogste berg van Namibië.

## Klimaat
Neerslag is beperkt met 60 mm in het westen tot 200 mm in het oosten van het Great Escarpment. De meeste neerslag valt tijdens donderstormen in de zomermaanden, van oktober tot maart. Er is echter een grote variatie tussen de verschillende jaren. De kans op neerslag neemt richting het oosten toe. De beperkte vochtigheid van het gebied resulteert in combinatie met het ontbreken van het verkoelende effect van de Benguelastroom in extreme temperaturen, die lokaal kunnen wisselen van -9°C tot 40°C. 

## Flora
Binnen het Namibische Escarpment worden drie vegetatietypen onderscheiden: de mopane-savanne, een overgangszone tussen savanne en halfwoestijn, en de dwergstruiksavanne. De mopane-savanne ligt in het noorden van de ecoregio en wordt gekenmerkt door de mopane (Colophospermum mopane), die afhankelijk van de locatie als struik of boom voorkomt. In sommige gebieden vormen mopanes dichte boomsavannes, terwijl het elders struikachtig is in gebieden met verspreide bomen. In het westelijke gedeelte, richting de Kaokoveldwoestijn, zijn mopanes beperkt tot laaggelegen gebieden en rivierbeddingen, waar ze vaak samen voorkomen met woestijngroendorings (Balanites welwitschii). Struiken in de mopane-savanne zijn onder meer sesambos (Sesamothamnus spp.) en corkwood (Commiphora spp.).
In de regio van de Brandberg gaat de mopane-savanne over in de overgangszone tussen savanne en halfwoestijn. Algemene bomen in dit gebied zijn de kobas (Cyphostemma), bauhinia (Adenolobus), kokerboom (Aloe dichotoma) en de spookboom (Moringa ovalifolia). Verschillende acaciasoorten komen ook voor, zoals de Brandberg-acacia (Acacia montis-ustii), A. robynsiana, A. senegal en de A. tortilis.
Richting het zuiden van het Great Escarpment wordt de vegetatie steeds opener en wordt het gedomineerd door struiken en grassen. Dit gebied wordt de dwergstruiksavanne genoemd en loopt door tot aan de Kalahari. Driedoring (Rhigozum trichotomum) is een zeer karakteristieke struik voor de dwergstruiksavanne. Andere typische vegetatie zijn onder meer acacia's, duingrassen (Stipagrostis spp.), de Afrikaanse paloverde (Parkinsonia africana) en de stinkende herdersboom (Boscia foetida).
In rivierbeddingen im het Great Escarpment groeien onder meer acacia's zoals de soetdoring (Acacia karroo), de tamarisk (Tamarix usneoides), de Kaapse ebbenboom (Euclea pseudebenus) en taaibos (Rhus lancea).